# Vladímir Petrov (remero)
Vladimir Petrov –en ruso, Владимир Петров– (27 de abril de 1932) es un deportista soviético que compitió en remo como timonel.
Participó en los Juegos Olímpicos de Melbourne 1956, obteniendo una medalla de bronce en la prueba de dos con timonel. Ganó dos medallas en el Campeonato Europeo de Remo, oro en 1955 y plata 1957.

## Palmarés internacional
| Juegos Olímpicos   | Juegos Olímpicos      | Juegos Olímpicos  | Juegos Olímpicos |
| Año                | Lugar                 | Medalla           | Prueba           |
| ------------------ | --------------------- | ----------------- | ---------------- |
| 1956               | Melbourne (Australia) | Medalla de bronce | Dos con timonel  |
| Campeonato Europeo |                       |                   |                  |
| Año                | Lugar                 | Medalla           | Prueba           |
| 1955               | Gante (Bélgica)       | Medalla de oro    | Ocho con timonel |
| 1957               | Duisburgo (RFA)       | Medalla de plata  | Dos con timonel  |